# Alf Samuelsson
Alf George Samuelsson, född 17 juli 1929, död 2005, var en svensk ingenjör och professor i byggnadsmekanik.

## Biografi
Samuelsson tog 1952 civilingenjörsexamen på Chalmers med inriktning mot väg- och vattenbyggnadsteknik, och anställdes samma år vid Sven Olof Asplunds konstruktionskontor i Göteborg. Asplund innehade professuren i byggnadsstatik vilket bidrog till att Samuelsson i sin tjänst även fick undervisa och forska på Chalmers, och blev 1954 Chalmersanställd.
Samuelsson disputerade 1962 vid Chalmers tekniska högskola där han året efter tillträdde tjänsten som laborator vid institutionen för byggnadsstatik. 1970 blev han biträdande professor och 1981 utnämndes han till professor vid samma institution med det nya namnet byggnadsmekanik.
Under hans verksamma tid skedde en dramatisk utveckling av möjligheterna att genomföra datorbaserade analyser av mekaniska strukturer med finit-element-metod. Samuelsson var ledande i att utveckla, tillämpa och utbilda i dessa metoder, och publicerade ett stort antal böcker för såväl grundutbildning som avancerade tillämpningar, där han kombinerade vetenskaplig stringens med praktiskt ingenjörskunnande. Ett tidigt exempel på användning av dessa metoder är den nydanande designen av arenan Scandinavium i Göteborg som han genomförde tillsammans med Gunnar Kärrholm.
Han var engagerad i vetenskapssamhället och var ledamot av Kungliga Vetenskapsakademin och KVVS. Han hade många internationella vetenskapliga kontakter och var under en period president för International association of computational mechanics.
Samuelsson var en stark tillskyndare av tvärvetenskapliga verksamheter och stödde aktivt etablerandet av fysisk resursteori, konsumentteknik och teknikhistoria som nya ämnen vid högskolan. Hans starka intresse för Chalmers och högskolans historia resulterade i två böcker om Chalmers historia under perioderna 1829–1937 respektive 1937–1957.

## Utmärkelser
- 1984 – invald i Kungl. Vetenskaps- och Vitterhetssamhället i Göteborg[5]
- 1993 – invald som ledamot i Kungliga Vetenskapsakademin
- 1994 – President of International Association for Computational Mechanics (IACM)[4]
- 1994 – Festskrift - Wiberg, Nils-Erik. Byggnadsmekanik 1968-1994: en hyllningsskrift tillägnad Alf Samuelsson. Report / Department of Structural Mechanics, Chalmers University of Technology, 0282-5759 ; 94:4. Libris 1968171
- 1995 – Chalmersmedaljen, med bland annat följande motivering: "Med en utpräglat humanistisk grundsyn har Alf Samuelsson på ett framsynt och visionärt sätt påverkat och bidragit till Chalmers utveckling. Ett exempel är hans aktiva medverkan i att föra in teknikhistoria som ett ämne vid Chalmers. Han har varit en stark tillskyndare av tvärvetenskapliga verksamheter. Som exempel kan nämnas hans stöd för etablerandet av fysisk resursteori och konsumentteknik som nya ämnen vid högskolan. I allt sitt arbete har Alf Samuelsson verkat med stor integritet och med Chalmers bästa för ögonen. Han har därigenom haft stor betydelse för högskolans utveckling."[4]